# Cardiochiles microsomus
Cardiochiles microsomus är en stekelart som beskrevs av Vladimir Ivanovich Tobias och Alexeev 1977. Cardiochiles microsomus ingår i släktet Cardiochiles och familjen bracksteklar. Inga underarter finns listade.